# Bivacco Agostino Parravicini
Il bivacco Agostino Parravicini è un bivacco situato in alta valle Scerscen nel comune di Lanzada (SO), a 3183 m s.l.m nelle Alpi Retiche.

## Storia
Il bivacco è stato costruito nel 1936 a memoria dell'alpinista Agostino Parravicini, morto ventenne sulla Cima di Zocca il 02/08/1935.

## Caratteristiche
Il bivacco è posto a 3183 m s.l.m. in alta valle Scerscen (diramazione della Val Lanterna, a sua volta propaggine orientale della Val Malenco), a poca distanza dalla via normale per il Pizzo Sella e il Piz Roseg.
È una costruzione in legno ricoperta di lamiera bianca, fissata al suolo roccioso con tiranti metallici. All'interno si trovano 6 cuccette ripiegabili, un tavolo e coperte. L'approvvigionamento idrico è possibile fondendo l'abbondante neve sempre presente in zona. Sulla superficie esterna di una parete laterale è posta una targa commemorativa.
Visti l'essenzialità della struttura, l'ambiente severo e l'esiguo numero di posti, non è consigliabile programmare un pernottamento al suo interno. È invece indicato come ricovero d'emergenza in caso di maltempo.

## Accessi
L'accesso avviene partendo da Campo Moro, parcheggiando nei pressi della diga. Si procede poi per il Rifugio Carate Brianza (2636 m s.l.m., 2h dalla partenza), quindi per la Bocchetta delle Forbici e si sale poi al Rifugio Marinelli Bombardieri (2815 m s.l.m., 3h15 dalla partenza). Si procede poi su sentiero verso il Passo Marinelli occidentale, dove inizia la vedretta superiore di Scerscen. Si attraversa la vedretta con un ampio semicerchio verso sinistra, mantenendosi a dovuta distanza dalle imponenti pareti meridionali di Bernina, Scerscen e Roseg (possibili scariche) e dirigendosi verso il Pizzo Sella.
Il bivacco (2h dal Rifugio Marinelli) è situato su una sporgenza rocciosa a sinistra rispetto alla via, poco lontano dalla parete sud del Piz Roseg.
Dato lo sviluppo glaciale della via, sono necessarie le dovute precauzioni in termini di vestiario, attrezzatura e preparazione alla progressione in ambiente.

## Galleria d'immagini

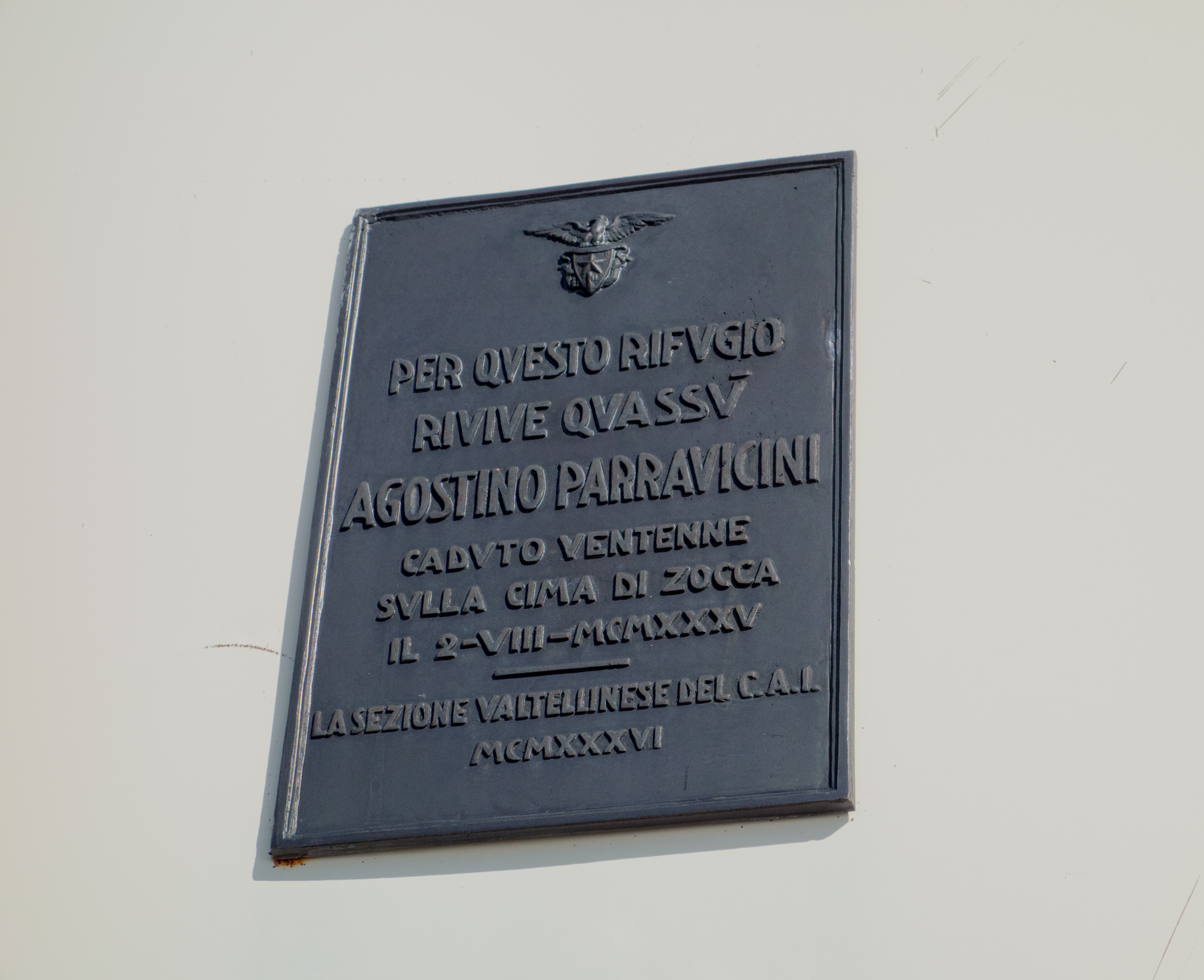
Targa posta sulla parete del bivacco
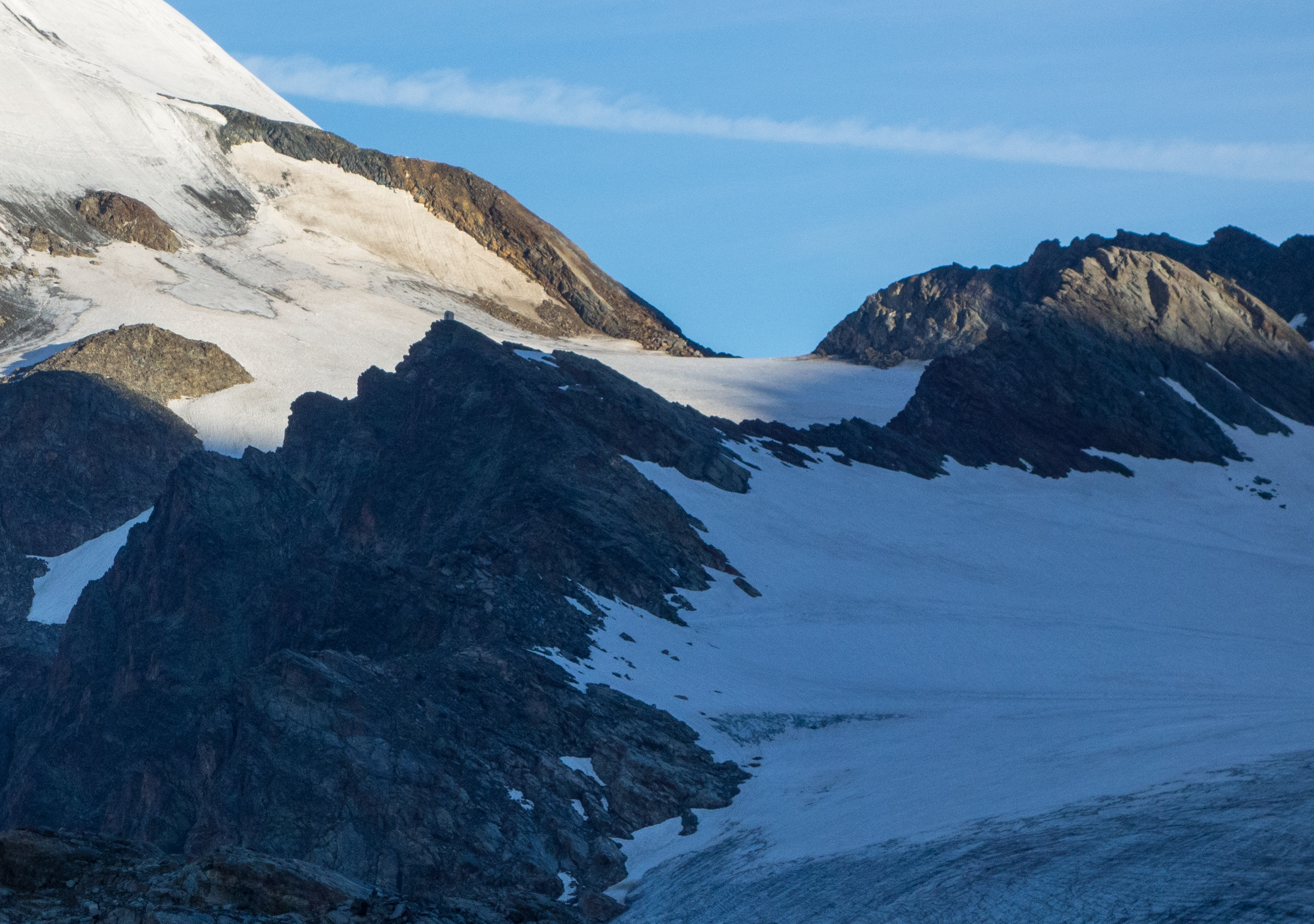
Sperone roccioso su cui sorge il bivacco, visibile sulla sinistra

## Ascensioni
- Pizzo Sella[6] (3511 m s.l.m.)
- Piz Roseg[7] (3937 m s.l.m.)